# Nothorhytisma nahuelitae
Nothorhytisma nahuelitae är en svampart som beskrevs av Minter, P.F. Cannon, A.I. Romero & Peredo 1998. Nothorhytisma nahuelitae ingår i släktet Nothorhytisma och familjen Rhytismataceae.   Inga underarter finns listade i Catalogue of Life.